# Hậu môn

Hình minh họa trực tràng và hậu môn.

Hậu môn (tiếng Anh: Anus) là một cơ quan của hệ tiêu hóa. Nó đồng thời cũng nằm ở đoạn cuối của hệ tiêu hóa. Hậu môn nằm ở giữa hai mông. Nó được dùng để phóng thích chất cặn bã được gọi là phân của cơ thể ra ngoài.
Hậu môn là phần cuối của ruột già, có chiều dài không quá 5 cm, kết nối với phần cuối của ruột kết. Chức năng chính của ruột kết là tái hấp thu nước từ thức ăn đã qua xử lý ở dạ dày, để khi đến hậu môn sẽ chuyển thành phân.
Ống hậu môn được cấu tạo bằng hai loại cơ vòng, lớp cơ vòng phía ngoài luôn đóng khít lỗ hậu môn cho đến khi có nhu cầu đi đại tiện. Ngoài ra còn có một hệ thống mạch máu và thần kinh rất phong phú, các tĩnh mạch ở trong vách hậu môn thường phình giãn tạo nên những búi trĩ.
Những cơ vòng này quấn quanh hậu môn và trực tràng. Cơ trong là một phần của thành ruột kết và là loại cơ vô cảm. Cơ ngoài nằm dưới lớp bì hậu môn, có nhiều sợi thần kinh cảm giác và vận động, giúp giữ chặt phân và hơi có trong trực tràng. Nó cũng sẽ tự động co lại khi có vật lạ từ bên ngoài xâm nhập hậu môn, phản xạ này nằm ngoài khả năng kiểm soát của ý chí và lỗ hậu môn chỉ mở ra khi có một áp lực đè ấn liên tục.